# Subik (Buay Pematang Ribu Ranau Tengah)
Subik is een bestuurslaag in het regentschap Ogan Komering Ulu Selatan van de provincie Zuid-Sumatra, Indonesië. Subik telt 212 inwoners (volkstelling 2010).